# Anthony Nash
Anthony Nash (anglès: Tony Nash)  (Amersham, 18 de març de 1936 - 17 de març de 2022) va ser un pilot de bob anglès que va competir durant la dècada de 1960.
El 1964 va prendre part en els Jocs Olímpics d'Hivern d'Innsbruck, on disputà les dues proves del programa de bob. Guanyà la medalla d'or en la prova del bobs a dos, formant equip amb Robin Dixon, mentre en el bobs a quatre finalitzà en dotzena posició. Quatre anys més tard, als Jocs de Grenoble, fou cinquè i vuitè en les mateixes proves. En el seu palmarès també destaquen una medalla d'or i dues de bronze al Campionat del món de bob.